# Geerd Diercksen

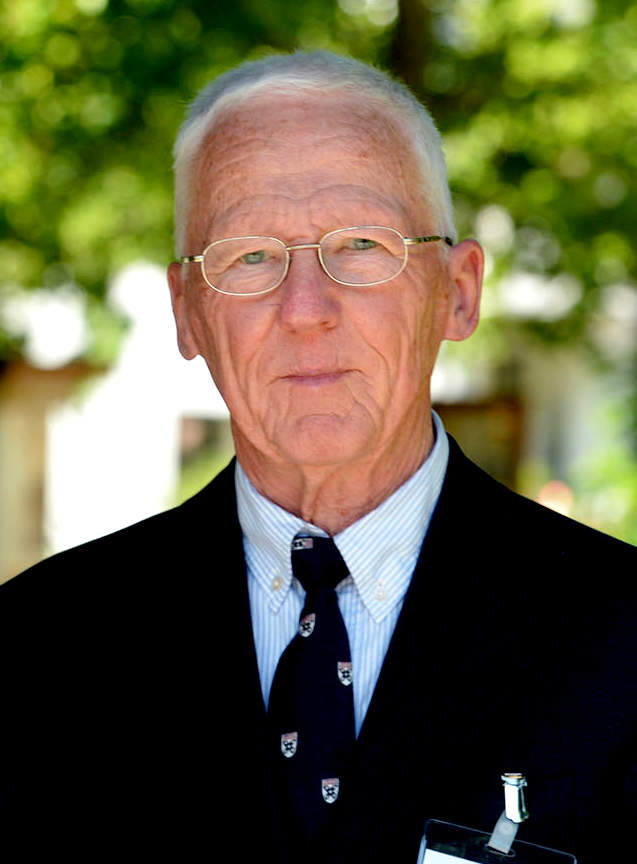
Geerd Diercksen (2013)

Geerd Heinrich Friedrich Diercksen (* 25. März 1936 in Hannover) ist ein deutscher Theoretischer Chemiker und ein Pionier der Computerchemie. Er promovierte 1963 bei Heinz-Werner Preuß an der Johann Wolfgang Goethe-Universität Frankfurt am Main, habilitierte sich 1973 im Fach Chemie an der Technischen Universität München und wurde dort 1983 zum außerplanmäßigen Professor ernannt. Er war von 1965 bis 2001 Wissenschaftlicher Mitarbeiter am Max-Planck-Institut für Astrophysik in Garching und ist seit 2001 Assoziierter Wissenschaftlicher Mitarbeiter am Institut.

## Biographie
Das Abitur legte Geerd Diercksen im Frühjahr 1956 an der Luther-Schule in Hannover ab. Im Sommersemester 1956 begann er mit dem Studium der Chemie an der Technischen Hochschule Hannover (heute Gottfried Wilhelm Leibniz Universität). Parallel zum Studium der Chemie besuchte er die für das Vordiplom in Mathematik und Physik erforderlichen Vorlesungen und Übungen. Im Oktober 1961 legte er die Diplomprüfung im Fach Chemie ab (Dipl. Chemiker). Sein Interesse an theoretischer Chemie wurde durch eine Vorlesung von Werner Fischer geweckt und durch die Teilnahme an einer von Per-Olov Löwdin 1960 an der Universität Uppsala organisierten Sommerschule vertieft.
Im Wintersemester 1961/62 begann Diercksen an der Johann Wolfgang Goethe-Universität in Frankfurt (Main) im Institut für Physikalische Chemie von Hermann Hartmann, dem damaligen Doyen der theoretischen Chemie in Deutschland, bei Heinz-Werner Preuß mit seiner Promotion, die er Ende 1963 abschloss (Dr. phil. nat.) (Beiträge zur Erweiterung der Hückel’schen Theorie der π-Elektronensysteme). Ab April 1964 arbeitete er für ein Jahr als Senior Research Fellow an der Keele University (Staffs) bei Roy McWeeny. Im April 1965 folgte er einem Angebot von Ludwig Biermann als Wissenschaftlicher Mitarbeiter an das Max-Planck-Institut für Physik und Astrophysik (MPA) in München. Er habilitierte sich 1973 im Fach Chemie an der Technischen Universität München und wurde dort 1983 zum apl. Professor ernannt. Seit seiner Entpflichtung 2001 arbeitet er als Assoziierter Wissenschaftlicher Mitarbeiter am MPA.
Am Max-Planck-Institut baute Diercksen ein weites Netz internationaler wissenschaftlicher Kooperationen auf. Insbesondere ermöglichte er zahlreichen Kollegen aus Osteuropa am MPA als Gastwissenschaftler zu arbeiten und Kontakte zu Kollegen aus Westeuropa, Amerika und Asien zu knüpfen. Er war Gastgeber von neun Humboldt-Stipendiaten. Mit einem von ihnen, Tokuei Sako (Nihon-Universität, Tokio), verbindet ihn bis über seine Entpflichtung hinaus eine langjährige, erfolgreiche Zusammenarbeit. Er war darüber hinaus Gastgeber von fünf Humboldt-Preisträgern: Włodzimierz Kołos (Universität Warschau), Turgay Uzer (Georgia Institute of Technology), Michael C. Zerner (University of Florida), Josef Paldus (University of Waterloo) und Enrico Clementi (Como).
Als Gastwissenschaftler arbeitete Diercksen jeweils für ein Jahr am IBM-Forschungslabor in San Jose (CAL) und am Harvard College Observatory in Cambridge (MASS). Als Forschungspreisträger verschiedener Partnerorganisationen der Alexander von Humboldt-Stiftung (Humboldt-Preis auf Gegenseitigkeit) arbeitete er für jeweils ein Jahr in Kanada bei J. Paldus und Vedine H. Smith (Queen’s University), in Brasilien bei Sylvio Canuto (Universität Sao Paulo) und für sechs Monate in Japan bei Kaoru Yamanuchi (Universität Tokio). Zahlreiche weitere Auslandsaufenthalte von bis zu mehreren Monaten führten ihn im Rahmen seiner wissenschaftlichen Kooperationen zu den Partnerinstituten, unter anderem in Brasilien, Chile, Kanada, Großbritannien, Indien, Japan, Polen, Schweden, der Slowakei, Venezuela, Uruguay und den USA. Er initiierte 1969 gemeinsam mit Alain Veillard (Université de Strasbourg) die dreijährlich stattfindende Serie von European Seminars on Computational Methods in Quantum Chemistry und leitete fünf NATO Advanced Study Institutes (1974 gemeinsam mit Alain Veillard (Universität Straßburg) und Brian T. Sutcliffe (Universität York und Freie Universität Brüssel); 1982 mit Stephen Wilson; 1984 mit Walter F. Huebner (Los Alamos National Laboratory) und Peter W. Langhoff (University of California, San Diego); 1991 und 1996 mit S. Wilson).
Diercksen war von 1985 bis 2000 Mitherausgeber der Zeitschrift Computer Physics Communications. Er war 2002 bis 2009 deutsches Mitglied im Technischen COST-Ausschuss Telekommunikation, Informationswissenschaft und Technologie (TIWT), 2001 bis 2005 Vorsitzender des Management Committees der COST Action ICT282 Knowledge Exploration in Science and Technology und 2002–2004 Wissenschaftlicher Berater des Projekts IST-2001-37238 Open Computing GRID for Molecular Science and Engineering im 5. Forschungsrahmenprogramm der EU.
Diercksen ist Mitglied der Deutschen Gesellschaft der Humboldtianer e. V. (Humboldt-Club) und der Deutschen Gesellschaft der JSPS-Stipendiaten e. V. (JSPS-Club).

## Arbeitsgebiete
Geerd Diercksen hat sich vor allem mit der Entwicklung und Implementierung von ab-initio-Verfahren und deren Anwendung zur genauen und zuverlässigen Berechnung der Eigenschaften von kleinen Molekülen beschäftigt. Bei den implementierten Verfahren handelt es sich um die Hartree-Fock-Methode und ein Konfigurationswechselwirkungverfahren auf der Basis der symmetrischen Gruppe (gemeinsam mit Włodzisław Duch und Jacek Karwowski, Nikolaus-Kopernikus-Universität Toruń). Für seine Untersuchungen hat Geerd Diercksen auch Coupled-Cluster-Verfahren in verschiedenen Näherungen und Polarisations-Propagator-Verfahren verwendet. Von seinen weitgespannten wissenschaftlichen Interessen können nur wenige beispielhaft Erwähnung finden: Frühe Arbeiten beschäftigen sich mit der Wasserstoffbrückenbindung. Die Ergebnisse wurden in seiner Habilitationsschrift zusammengefasst. Er berechnete das erste Video der Elektronenverteilung in der Wasserstoffbrückenbindung bei der Bildung von dimerem Wasser. Gemeinsam mit Wolfgang Kraemer (MPA) und Björn Roos (Universität Lund) berechnete er erstmals die Elektronenkorrelationenergie der Wasserstoffbrückenbindung im dimeren Wasser. Weitere Themen seiner Arbeiten sind Ionisationspotentiale und Photoelektron-Spektren von Atomen und Molekülen (gemeinsam mit Wolfgang von Niessen, TU Braunschweig, Lorenz S. Cederbaum, Ruprecht-Karls-Universität Heidelberg, und seinem Doktoranden Florian Müller-Plathe), elektrische Momente und Polarisierbarkeiten (gemeinsam mit Ivan Černušák, Vladimir Kellö, Mirowslav Urban, Comenius-Universität Bratislava, und Andrzej Sadlej, Universität Toruń) und Stoßquerschnitte von Molekülen (gemeinsam mit Gerd Billing), Universität Kopenhagen, und Reinhard Schinke, Max-Planck-Institut für Dynamik und Selbstorganisation. Die Arbeiten über Stoßquerschnitte erforderten die aufwändige Berechnung von Potentialhyperflächen mit teilweise mehr als 100 Stützpunkten. Einige dieser Flächen dienten über viele Jahre als Standard für die Entwicklung neuer Verfahren zur Berechnung von Stoßquerschnitten. Seine späten Arbeiten widmen sich den Eigenschaften von Quantensystemen in Nicht-Coulomb-Potentialen, unter anderem dem Ursprung der 1. Hundschen Regel in Atomen und Quantenpunkten (gemeinsam mit Tokuei Sako). Parallel zu seinen quantenchemischen Untersuchungen beschäftigte Diercksen sich mit der Entwicklung Intelligenter Software. In diesem Rahmen entstanden verschiedene Arbeiten über neuronale Netzwerke (gemeinsam mit Włodzisław Duch) sowie die beiden oben genannten Projekte: Knowledge Exploration in Science and Technology sowie Open Computing GRID for Molecular Science and Engineering.

## Ehrungen
Geerd Diercksen wurde mit der Gold-Medaille der Naturwissenschaftlichen Fakultät der Comenius-Universität Bratislava ausgezeichnet und erhielt fünf Forschungspreise (Humboldt-Preis auf Gegenseitigkeit) (Universität São Paulo, University of Waterloo und Queen’s University, Indien, Polen und Universität Tokio).

## Werke
Die wissenschaftlichen Beiträge von Geerd Diercksen sind in 250 Publikationen in referierten wissenschaftlichen Zeitschriften publiziert. Er ist Herausgeber/Mitherausgeber der Proceedings der von ihm geleiteten fünf NATO Advanced Study Institutes.